# George Warde
Pour les articles homonymes, voir Warde.
Le général George Warde (24 novembre 1725 - 11 mars 1803) est un officier de l'armée britannique. 

## Biographie
Deuxième fils du colonel John Warde de Squerryes Court à Westerham, il est un ami d’enfance proche de James Wolfe, le conquérant de Québec. Il devient colonel dans la Royal Horse Guards  (2 avril 1778 colonel du 1er régiment de cheval). En 1773, il devient colonel du 14th Dragoons, puis en 1791, il est nommé commandant en chef d'Irlande poste qui lui vaut le grade de général en 1796. Il contribue à repousser deux invasions françaises de l'Irlande en 1796 et 1798. 
Il épouse Charlotte Madan, fille de Spencer Madan (1729-1813) et Charlotte née Cornwallis (décédée en 1794); leur fils Charles Warde est capitaine dans la Royal Navy . 
Ayant pris sa retraite à Château Clyne avec vue sur la baie de Swansea en 1799, il est mort en 1803 et est enterré à St Mary Abchurch à Londres .